# Gene Snyder

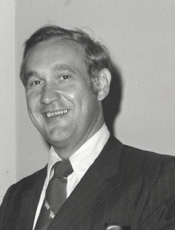
Gene Snyder

Marion Gene Snyder (* 26. Januar 1928 in Louisville, Kentucky; † 16. Februar 2007 in Naples, Florida) war ein US-amerikanischer Politiker. Zwischen 1963 und 1987 vertrat er mit einer Unterbrechung in den Jahren 1965 bis 1967 den Bundesstaat Kentucky im US-Repräsentantenhaus.

## Werdegang
Gene Snyder besuchte die öffentlichen Schulen seiner Heimat und danach die DuPont Manual High School. Anschließend studierte er bis 1950 an der University of Louisville unter anderem Jura. Nach seiner im selben Jahr erfolgten Zulassung als Rechtsanwalt begann er in Louisville in diesem Beruf zu arbeiten. Von 1954 bis 1958 war er juristischer Vertreter der Gemeinde Jeffersontown. Zwischen 1958 und 1962 gehöre er dem Kreisrat im Jefferson County an. Damals war Snyder auch im Versicherungswesen, im Immobiliengeschäft, in der Landwirtschaft und beim Wohnungsbau tätig.
Politisch war Snyder Mitglied der Republikanischen Partei. In den Jahren 1968, 1976, 1980 und 1984 nahm er als Delegierter an den jeweiligen Republican National Conventions teil, auf denen Richard Nixon, Gerald Ford und schließlich Ronald Reagan als Präsidentschaftskandidaten nominiert wurden. Bei den Kongresswahlen des Jahres 1962 wurde Snyder im dritten Wahlbezirk von Kentucky in das US-Repräsentantenhaus in Washington, D.C. gewählt, wo er am 3. Januar 1963 die Nachfolge des Demokraten Frank W. Burke antrat. Da er im Jahr 1964 gegen Charles R. Farnsley verlor, konnte er bis zum 3. Januar 1965 nur eine Legislaturperiode im Kongress absolvieren. Im Jahr 1964 war er einer der wenigen Republikaner, die gegen den Civil Rights Act stimmten.
Bei den Wahlen des Jahres 1966 bewarb sich Snyder im vierten Distrikt von Kentucky erfolgreich um seine Rückkehr in den Kongress. Dort löste er am 3. Januar 1967 Frank Chelf ab. Nach neun Wiederwahlen konnte er bis zum 3. Januar 1987 zehn weitere zusammenhängende Legislaturperioden im Repräsentantenhaus absolvieren. In diese Zeit fielen unter anderem der Vietnamkrieg und die Watergate-Affäre. 1986 verzichtete Snyder auf eine erneute Kandidatur. Danach hat er kein weiteres höheres politisches Amt mehr bekleidet. Gene Snyder starb am 16. Februar 2007 in Naples.